# Тревіко
Тревіко (італ. Trevico) — муніципалітет в Італії, у регіоні Кампанія, провінція Авелліно.
Тревіко розташоване на відстані близько 250 км на схід від Рима, 90 км на схід від Неаполя, 45 км на схід від Авелліно.
Населення — 1004 особи (2014).
Щорічний фестиваль відбувається 12 серпня. Покровитель — Sant'Euplio.

## Демографія
Населення за роками:

Станом на 1 січня 2023 року в муніципалітеті офіційно проживало 8 іноземців з 5 країн, серед них 6 громадян країн Євросоюзу.

## Персоналії
- Етторе Скола (1931—2016) — італійський сценарист, режисер, продюсер, актор, монтажер.

## Сусідні муніципалітети
- Карифе
- Кастель-Баронія
- Сан-Нікола-Баронія
- Сан-Соссіо-Баронія
- Скампітелла
- Валлата
- Валлезаккарда